# Sympotthastia virendri
Sympotthastia virendri är en tvåvingeart som först beskrevs av Singh 1958.  Sympotthastia virendri ingår i släktet Sympotthastia och familjen fjädermyggor. Inga underarter finns listade i Catalogue of Life.